# Bagnatica
Bagnatica é uma comuna italiana da região da Lombardia, província de Bérgamo, com cerca de 3.625 habitantes. Estende-se por uma área de 6 km², tendo uma densidade populacional de 604 hab/km². Faz fronteira com Albano Sant'Alessandro, Bolgare, Brusaporto, Calcinate, Costa di Mezzate, Montello, Seriate.

## Demografia
| Variação demográfica do município entre 1861 e 2011                               |
|                                                                                   |
| Fonte: Istituto Nazionale di Statistica (ISTAT) - Elaboração gráfica da Wikipedia |